# Themus kambaiticus
Themus kambaiticus es una especie de coleóptero de la familia Cantharidae.

## Distribución geográfica
Habita en     Birmania.